# دیه‌گو یوهانه‌سون
دیه‌گو یوهانه‌سون (ایسلندی: Diego Johannesson؛ زادهٔ ۳ اکتبر ۱۹۹۳) بازیکن فوتبال اهل ایسلند است.
وی در کشور اسپانیا از پدری ایسلندی و مادری اسپانیایی به‌دنیا آمده‌است.
از باشگاه‌هایی که در آن بازی کرده‌است می‌توان به «رئال اوویده‌ئو» اشاره کرد.
وی همچنین در تیم ملی فوتبال ایسلند بازی کرده‌است.